# Чжан Саньфен
Чжан Саньфен (кит. 張三丰, пін. Zhāng Sānfēng, приблизно XII—XIV ст.ст.) — напівлегендарний китайський даос. У деяких даоських джерелах стверджується, що він досяг безсмертя. Відомості про його життя суперечливі, його відносять до періодів імперій Сун (960—1279), Юань (1271—1368) або Мін (1368—1644). Ім'я від народження — Тун Цзюньбао (кит.: 通君寶), ім'я Чжан Саньфен отримав після даоської ініціації.
Чжан Саньфен — засновник даоської підшколи Іньсян-пай (Школи прихованих безсмертних), яка також за його іменем називається Саньфен-пай.
За легендами, Чжан був байдужий до кар'єри і багатства. Він відмовився від чиновницької посади, залишив свою власність родичам і став мандрувати Китаєм, ведучи аскетичний спосіб життя. Він кілька років провів на горі Хуашань, потім влаштувався на горі Уданшань, де зараз є присвячений йому храм і меморіал.

## Життєпис
Відомості про напівлегендарного даоса суперечливі й перемішані з фантастичними переказами та міфами, також не ясний період його життя. Деякі китайські дослідники ще на початку XX століття припустили, що було як мінімум двоє людей зі схожими іменами — Чжан Саньфен, які натомість записувалися різними ієрогліфами, та які жили в різні історичні періоди (з різницею близько 200—300 років). Відтак розповіді про цих людей у народній пам'яті змішалися в розповіді про одно й того ж чоловіка.
За найпоширенішим варіантом, Чжан Саньфен народився на горі Лунхушань біля міста Їнтань провінції Цзянсі та жив на Ляодуні. Він називав себе нащадком Небесних Наставників. За легендами, його називали Чжан Лата (Чжан-неохайний) через недбалість в одязі. Високий на зріст, сильний і витривалий, веселої вдачі, любив жарти. Досконало володів своїм тілом, одного разу помер і воскрес. Влаштувався на горі Уданшань і вдосконалювався в багатьох храмах.
Згідно з хроніками, Чжан обіймав високу посаду чиновника і мав вищу вчену ступінь цзіньши. Після вивчення текстів даоської алхімії, насамперед «Баопу-цзи», він залишив службу. Із двома молодими супутниками Чжан Саньфен подорожував країною і влаштувався на горі Хуашань. Він переніс неймовірні труднощі, його супутники померли, його кошти скінчилися. Він зустрівся з даосом Хо Луном (Цзя Дешеном), який навчив його методам зміцнення здоров'я і самовдосконалення. Цзя Дешен був учнем знаменитого даоса Чень Туана, від якого він отримав навики тайцзіцюань і передав їх Чжан Саньфену. У віці 67 років Чжан залишив Цзя Дешена, а в 70 років оселився в горах Уданшань.
За іншими легендами, в горах Хеміншань (провінція Сичуань) Чжан Саньфен зустрівся з безсмертними даосами. Після мандрів повернувся на гору Уданшань. Нерідко його намагалися розшукати (навіть імператор), але він зникав.
Прославився методами тайцзіцюань і методами виплавлення алхімічного еліксиру, які отримав від даосів Чень Чжисюя і Чень Туана. Залишив твори з «внутрішньої» алхімії.

## Чжан Саньфен як засновник бойових мистецтв
Багато давніх джерел називають Чжан Саньфена засновником різних систем бойових мистецтв, зокрема тайцзіцюань, циґун і кількох шкіл ушу тощо. Критичний аналіз показує відсутність реальних підтверджень цим твердженням, проте відомості про це широко поширені в літературі, адже побудова ліній спадкоємності від видатних учителів (цзи) давнини (таких як Чень Туан, Чжан Саньфен, навіть Конфуцій) — явище типове не тільки для Китаю: давнина стилів і навчань надає їм солідності.